# استان توکیو (۱۹۴۳–۱۸۶۸)
استان توکیو (انگلیسی: Tokyo Prefecture) یا توکیو فو یک نهاد دولتی ژاپنی بود که بین سال‌های ۱۸۶۸ و ۱۹۴۳ وجود داشت.